# IC 4346
IC 4346 — спиральная галактика типа S? в созвездии Волопас. Поверхностная яркость — 13,7 mag/arcmin². Этот объект входит в число перечисленных в оригинальной редакции «Нового общего каталога».